# Ralf van Bühren
Ralf van Bühren (Bad Kreuznach, 3 febbraio 1962) è uno storico e teologo tedesco.

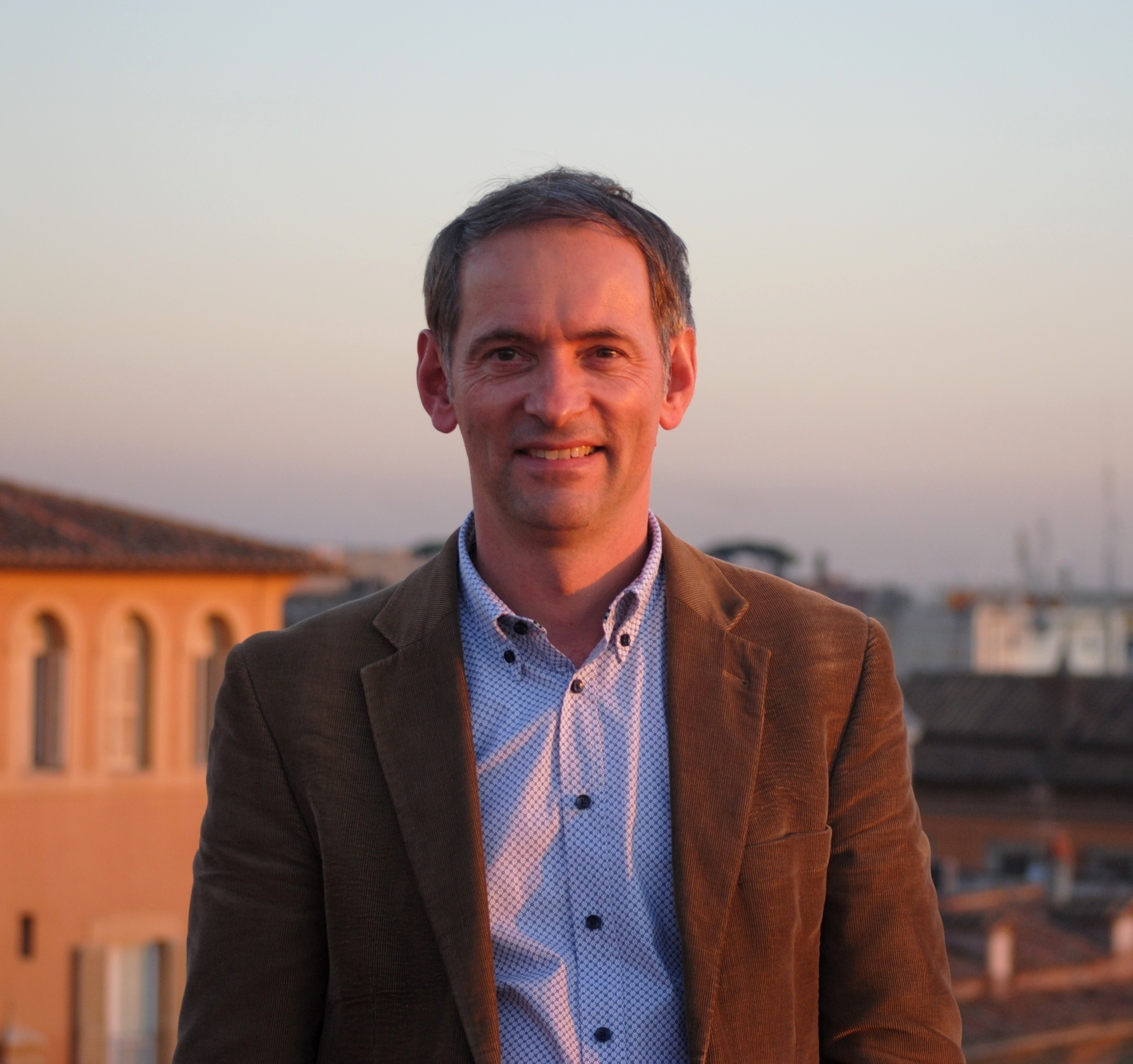
Ralf van Bühren, sulla terrazza del Palazzo dell'Apollinare, Pontificia Università della Santa Croce

Insegna presso la Pontificia Università della Santa Croce a Roma. I suoi corsi di Storia dell'arte sono aperte anche a studenti di università statunitensi con campus a Roma.
La ricerca e l'insegnamento di Ralf van Bühren si concentrano sulla storia dell’arte cristiana e sull’architettura sacra (dal IV al XXI secolo), specialmente sulla retorica dell’arte moderna, sull’attività pastorale con gli artisti contemporanei, sul turismo religioso, sullo spazio liturgico dopo il Secondo Concilio di Nicea (787), il Concilio di Trento (1545‒1563) e il Concilio Vaticano II (1962‒1965). Il lavoro universitario di van Bühren include il rapporto tra Teoria dei media e Storia dell'arte.

## Carriera accademica
Ralf van Bühren ha terminato presso il «Max-Planck-Gymnasium» a Treviri la scuola secondaria. Tra 1984 e 1991 ha studiato Storia dell'arte presso l'Università di Treviri e l'Università Ludwig Maximilian di Monaco. A Monaco di Baviera nel 1988 si è convertito alla Chiesa cattolica.
Nel 1994 ha conseguito il dottorato in Storia dell'arte presso la Facoltà di Filosofia dell'Università di Colonia. La tesi è stata pubblicata nel 1998 col titolo «Le Sette opere di Misericordia nell'arte dal XII al XVIII secolo. Cambiamenti iconografici nell'età moderna in seguito alla ricezione della retorica», in cui la teoria dell'arte e la retorica sono discussi come origine di un modo persuasivo di rappresentazione nelle arti visive.
Tra 1992 e 1995 van Bühren ha lavorato in qualità di collaboratore pedagogico nel «Museumsdienst Köln» presso il Wallraf-Richartz Museum e il Museum Ludwig a Colonia, nella documentazione digitale per la banca dati di storia dell'arte presso il «Bildarchiv Foto Marburg» e come collaboratore esterno per il «Domforum Köln» presso il Duomo di Colonia e le dodici chiese romaniche di Colonia.
Dal 1996 al 1998 è stato curatore editoriale capo nella casa editrice «Verlag Schnell & Steiner» a Ratisbona, i cui fondatori (Hugo Schnell, Johannes Steiner) inventarono nel 1934 il genere della «guida alla chiesa» in formato ridotto, oggi distribuito in milioni di copie.
Nel 2006 van Bühren ha conseguito il dottorato presso la Facoltà di Teologia della Pontificia Università della Santa Croce a Roma. La sua dissertazione, scritta sotto la direzione di Johannes Grohe, editore della rivista «Annuarium Historiae Conciliorum», è stata pubblicata nel 2008 nella collana «Konziliengeschichte», a cura di Walter Brandmüller), con il titolo «Arte e Chiesa nel secolo XX. La ricezione del Concilio Vaticano Secondo». Friedhelm Hofmann, vescovo di Würzburg e membro della Pontificia Commissione per i Beni Culturali della Chiesa, ha scritto il prologo.
Dal 2006 van Bühren insegna Storia dell'arte e Storia dell'architettura presso la Pontificia Università della Santa Croce a Roma come Professore della Facoltà di Comunicazione Sociale Istituzionale e della Facoltà di Teologia. Gli studi di van Bühren sulla comunicazione spiegano la importanza della storia dell'arte per il giornalismo culturale, per le pubbliche relazioni (PR) della Chiesa e la sua presenza nei media, e anche per la comunicazione giornalistica sulla fede.
Le sue lezioni in inglese («Christian Art and Architecture in Rome. From Antiquity to the Present») sono aperte a studenti di università internazionali.
Dal 2014 al 2022 è stato consultore del Pontificio Consiglio della Cultura. Dal 2014 è membro del comitato editoriale della rivista «Church, Communication and Culture» (peer-reviewed), curata dalla Facoltà di Comunicazione (Pontificia Università della Santa Croce) e pubblicata da Routledge (Taylor & Francis Group).

## Opere
- The invisible divine in the history of art. Is Erwin Panofsky (1892–1968) still relevant for decoding Christian iconography?, insieme con Maciej Jan Jasiński, in Church, Communication and Culture 9 (2024), pp. 1–36. DOI: 10.1080/23753234.2024.2322546.
- Revelation in the Visual Arts, in The Oxford Handbook of Divine Revelation, a cura di Balázs M. Mezei, Francesca Murphy e Kenneth Oakes, New York / Oxford: Oxford University Press, 2021, pp. 622-640 - Leggi (in parte) ONLINE
- Caravaggio’s ‘Seven Works of Mercy’ in Naples. The relevance of art history to cultural journalism, in Church, Communication and Culture 2 (2017), pp. 63-87
- Architettura e arte al Concilio Vaticano II, in: Nobile semplicità. Liturgia, arte e architettura del Vaticano II. Atti dell'XI Convegno liturgico internazionale “Il Concilio Vaticano II. Liturgia, architettura, arte”, Bose, 30th of May–1st of June 2013 (Liturgia e vita), ed. by Goffredo Boselli, Magnano 2014, pp. 141–178 - Download del testo completo (file PDF)
- Cinquant'anni dopo l'apertura del Concilio Vaticano II. Alcune questioni aperte sull'ermeneutica, la ricezione e la storiografia, in: Rivista teologica di Lugano 18, 2013, pp. 97–108 - Download del testo completo[collegamento interrotto] (file PDF)
- Chiesa e artisti: un dialogo da approfondire. Le intuizioni del Concilio Vaticano II relative all'arte sacra e all'attività pastorale con gli artisti, Intervista con Chiara Santomiero, Aleteia Edizione Italiana, 24.6.2013, Download
- Los Papas y los artistas modernos. La renovación de la actividad pastoral con los artistas después del Concilio Vaticano II (1962−1965), San José (Costa Rica): Ediciones Promesa 2012, ISBN 978-9968-41-216-2, Riassunto in lingua inglese
- La lezione di Michelangelo. Due anni fa, il 21 novembre 2009, l'incontro di Benedetto XVI con gli artisti nella Cappella Sistina, in: L'Osservatore Romano, 21./22.11.2011, p. 5 - Download del testo completo (file PDF)
- Moderner Kirchenbau als Bedeutungsarchitektur. Die Lichtkonzeption Dominikus Böhms (1880–1955) als Ausdruck einer mystagogischen Raumidee, in: »Liturgie als Bauherr«? Moderne Sakralarchitektur und ihre Ausstattung zwischen Funktion und Form, a cura di Hans Körner e Jürgen Wiener, Essen: Klartext Verlag 2010, pp. 241–256, ISBN 978-3-8375-0356-2
- Spiritualität des Irdischen. Die weltanschauliche Botschaft im Werk von Joseph Beuys (1921–1986), in: Sakralität und Moderne, a cura di Hanna-Barbara Gerl-Falkovitz, Dorfen (Monaco di Baviera): Hawel Verlag 2010, pp. 97–230, ISBN 978-3-9810376-5-4
- Paul VI. und die Kunst. Die Bedeutung des Montini-Pontifikates für die Erneuerung der Künstlerpastoral nach dem Zweiten Vatikanischen Konzil, in: Forum Katholische Theologie 24, 2008, pp. 266–290
- Kunst und Kirche im 20. Jahrhundert. Die Rezeption des Zweiten Vatikanischen Konzils (Konziliengeschichte, collana B: Untersuchungen), Paderborn: Verlag Ferdinand Schöningh 2008, ISBN 978-3-506-76388-4, Riassunto in lingua inglese e recensioni
- Die Werke der Barmherzigkeit in der Kunst des 12.–18. Jahrhunderts. Zum Wandel eines Bildmotivs vor dem Hintergrund neuzeitlicher Rhetorikrezeption (Studien zur Kunstgeschichte, vol. 115), Hildesheim, Zürich, New York: Georg Olms Verlag 1998, ISBN 3-487-10319-2, Riassunto in lingua inglese